# Синклитикия
Синклитики́я (др.-греч. Συγκλητική — сенатская, сенаторша от др.-греч. συγκλητικός — сенатский, член сената (синклита), сенатор) — женское русское личное имя.
С именем Синклитикия известно несколько людей:
- Синклитикия Александрийская — христианская монахиня, преподобная, подвизавшаяся в посте и молитве в Египте, в IV веке.
- Синклитикия Негранская — христианская мученица, пострадавшая с двумя дочерьми от царя Зу-Нуваса (Дунаана), вместе с тысячами жителей города Негран в 523 году.

## Именины
5 января (18 января); 24 октября (6 ноября); 25 августа (7 сентября);